# Dobroszów Oleśnicki
Dobroszów Oleśnicki – wieś w Polsce położona w województwie dolnośląskim, w powiecie wrocławskim, w gminie Długołęka.

## Podział administracyjny
W latach 1975–1998 miejscowość administracyjnie należała do województwa wrocławskiego.

## Nazwa
Według Heinricha Adamy'ego nazwa miejscowości wywodzi się od polskiej nazwy określającej wartość - "dobra". W swoim dziele o nazwach miejscowych na Śląsku wydanym w 1888 roku we Wrocławiu jako najstarszą nazwę miejscowości wymienia Dobrosków podając jej znaczenie "Gutfeld" czyli po polsku "Dobre pole". Pierwotna nazwa została później przez Niemców fonetycznie zgermanizowana na Dobrischau tracąc swoje pierwotne znaczenie.